# غول الطلب

تعديل مصدري - تعديل

غول الطلب هي إحدى حارات مدينة الرضمة بمحافظة إب، بلغ تعداد سكانها 593 نسمة حسب تعداد اليمن لعام 2004.